# Andrea Ranocchia
Andrea Ranocchia (Assisi, 16 februari 1988) is een Italiaans voetballer die voorheen uitkwam als centrale verdediger. In 2022 stopte Ranocchia op 34-jarige leeftijd bij het Italiaanse AC Monza.

## Clubcarrière
Ranocchia speelde in de jeugdopleiding van Perugia en in 2004 sloot hij zich aan bij Arezzo. Aldaar speelde hij twee jaar in het eerste elftal. In augustus 2008 werd hij aangetrokken door Genoa, dat hem direct verhuurde aan Bari, waar hij zijn oude coach van Arezzo, Antonio Conte, tegenkwam. Met Bari werd hij kampioen van de Serie B en promotie naar het hoogste niveau werd behaald. Bij Bari vormde hij een duo centraal achterin met Leonardo Bonucci. In de zomer van 2010 keerde Ranocchia terug naar Genoa. In diezelfde periode werd hij verkocht aan Internazionale, dat Mattia Destro verhuurde aan Genoa. Ook speelde Ranocchia nog één seizoen voor zijn oude club.
Zes maanden later, in december 2010, werd Ranocchia definitief aangetrokken door Internazionale. Massimo Moratti, president van de Milanese club, sprak lovend over de nieuwe aanwinst: "Eindelijk een Italiaan. We hielden hem al langer in de gaten. Het is ons project om verder te gaan met jonge spelers." Op 9 januari 2011 debuteerde de verdediger, toen met 2–1 werd gewonnen van Catania. In zijn eerste halve jaar bij de club won Ranocchia mede de Coppa Italia. Bij aanvang van het seizoen 2014/15 werd de centrumverdediger aangewezen als opvolger van Javier Zanetti als aanvoerder van het eerste elftal. Hij verlengde in juni 2015 zijn contract bij Inter tot medio 2019. In januari 2017 werd Ranocchia voor de duur van een half seizoen op huurbasis gestald bij Hull City.
Op 1 juli 2022 maakte Ranocchia de transfervrije overstap naar AC Monza maar na 2 wedstrijden maakte hij op 34-jarige leeftijd een eind aan zijn voetballoopbaan.

## Clubstatistieken
| Seizoen | Club           | Competitie     | Competitie | Competitie | Beker | Beker | Internationaal | Internationaal | Totaal | Totaal |
| Seizoen | Club           | Competitie     | Wed.       | Dlp.       | Wed.  | Dlp.  | Wed.           | Dlp.           | Wed.   | Dlp.   |
| ------- | -------------- | -------------- | ---------- | ---------- | ----- | ----- | -------------- | -------------- | ------ | ------ |
| 2006/07 | Arezzo         | Serie B        | 24         | 1          | 5     | 1     | —              | —              | 29     | 2      |
| 2007/08 | Arezzo         | Serie C1       | 32         | 0          | —     | —     | —              | —              | 32     | 0      |
| 2008/09 | Bari           | Serie B        | 17         | 1          | 0     | 0     | —              | —              | 17     | 1      |
| 2009/10 | Bari           | Serie A        | 17         | 2          | 1     | 0     | —              | —              | 18     | 2      |
| 2010/11 | Genoa          | Serie A        | 16         | 2          | 1     | 0     | —              | —              | 17     | 2      |
| 2010/11 | Internazionale | Serie A        | 18         | 1          | 4     | 0     | 4              | 0              | 26     | 1      |
| 2011/12 | Internazionale | Serie A        | 12         | 1          | 3     | 0     | 2              | 0              | 17     | 1      |
| 2012/13 | Internazionale | Serie A        | 32         | 2          | 3     | 1     | 10             | 0              | 45     | 3      |
| 2013/14 | Internazionale | Serie A        | 24         | 1          | 2     | 1     | —              | —              | 26     | 2      |
| 2014/15 | Internazionale | Serie A        | 33         | 2          | 1     | 0     | 8              | 0              | 42     | 2      |
| 2015/16 | Internazionale | Serie A        | 10         | 0          | 0     | 0     | 0              | 0              | 10     | 0      |
| 2015/16 | → UC Sampdoria | Serie A        | 14         | 0          | 0     | 0     | —              | —              | 14     | 0      |
| 2016/17 | Internazionale | Serie A        | 5          | 0          | 0     | 0     | 4              | 0              | 9      | 0      |
| 2016/17 | → Hull City    | Premier League | 16         | 2          | 0     | 0     | —              | —              | 16     | 2      |
| 2017/18 | Internazionale | Serie A        | 11         | 2          | 2     | 0     | 0              | 0              | 13     | 2      |
| 2018/19 | Internazionale | Serie A        | 4          | 0          | 1     | 0     | 2              | 1              | 7      | 1      |
| 2019/20 | Internazionale | Serie A        | 7          | 0          | 3     | 1     | 2              | 0              | 12     | 1      |
| 2020/21 | Internazionale | Serie A        | 8          | 0          | 1     | 0     | 0              | 0              | 9      | 0      |
| 2021/22 | Internazionale | Serie A        | 6          | 0          | 1     | 1     | 3              | 0              | 9      | 1      |
| 2022/23 | AC Monza       | Serie A        | 1          | 0          | 1     | 0     | -              | -              | 2      | 0      |
| Totaal  | Totaal         | Totaal         | 308        | 17         | 28    | 4     | 35             | 1              | 371    | 22     |

Bijgewerkt op 14 september 2023.

## Interlandcarrière
Ranocchia speelde tussen 2007 en 2010 dertien interlands in het shirt van Italië -21. Op 17 november 2010 mocht de verdediger zijn debuut maken in het Italiaans voetbalelftal, toen met 1–1 gelijkgespeeld werd tegen Roemenië. Ranocchia begon in de basis en speelde het gehele duel mee. De andere debutanten waren Federico Balzaretti (Palermo), Cristian Ledesma (Lazio) en Alessandro Diamanti (Brescia). In het gehele jaar 2012 kwam hij niet in actie voor Italië, maar in 2013 begon hij weer interlands te spelen. In juni 2014 riep Cesare Prandelli de verdediger op voor de voorselectie voor het WK in Brazilië. De definitieve schifting overleefde hij echter niet.

### Gespeelde interlands
| Interlands van Andrea Ranocchia voor Italië | Interlands van Andrea Ranocchia voor Italië | Interlands van Andrea Ranocchia voor Italië | Interlands van Andrea Ranocchia voor Italië | Interlands van Andrea Ranocchia voor Italië | Interlands van Andrea Ranocchia voor Italië |
| №                                           | Datum                                       | Wedstrijd                                   | Uitslag                                     | Competitie                                  | Goals                                       |
| Als speler van Genoa                        | Als speler van Genoa                        | Als speler van Genoa                        | Als speler van Genoa                        | Als speler van Genoa                        | Als speler van Genoa                        |
| ------------------------------------------- | ------------------------------------------- | ------------------------------------------- | ------------------------------------------- | ------------------------------------------- | ------------------------------------------- |
| 1                                           | 17 november 2010                            | Italië – Roemenië                           | 1 – 1                                       | Vriendschappelijk                           |                                             |
| Als speler van Internazionale               |                                             |                                             |                                             |                                             |                                             |
| 2                                           | 9 februari 2011                             | Duitsland – Italië                          | 1 – 1                                       | Vriendschappelijk                           |                                             |
| 3                                           | 3 juni 2011                                 | Italië – Estland                            | 3 – 0                                       | EK 2012 kwalificatie                        |                                             |
| 4                                           | 10 augustus 2011                            | Italië – Spanje                             | 2 – 1                                       | Vriendschappelijk                           |                                             |
| 5                                           | 2 september 2011                            | Faeröer – Italië                            | 0 – 1                                       | EK 2012 kwalificatie                        |                                             |
| 6                                           | 6 september 2011                            | Italië – Slovenië                           | 1 – 0                                       | EK 2012 kwalificatie                        |                                             |
| 7                                           | 11 november 2011                            | Polen – Italië                              | 0 – 2                                       | Vriendschappelijk                           |                                             |
| 8                                           | 15 november 2011                            | Italië – Uruguay                            | 0 – 1                                       | Vriendschappelijk                           |                                             |
| 9                                           | 6 februari 2013                             | Nederland – Italië                          | 1 – 1                                       | Vriendschappelijk                           |                                             |
| 10                                          | 31 mei 2013                                 | Italië – San Marino                         | 4 – 0                                       | Vriendschappelijk                           |                                             |
| 11                                          | 11 oktober 2013                             | Denemarken – Italië                         | 2 – 2                                       | WK 2014 kwalificatie                        |                                             |
| 12                                          | 18 november 2013                            | Nigeria – Italië                            | 2 – 2                                       | Vriendschappelijk                           |                                             |
| 13                                          | 4 juni 2014                                 | Italië – Luxemburg                          | 1 – 1                                       | Vriendschappelijk                           |                                             |
| 14                                          | 4 september 2014                            | Italië – Nederland                          | 2 – 0                                       | Vriendschappelijk                           |                                             |
| 15                                          | 9 september 2014                            | Noorwegen – Italië                          | 0 – 2                                       | EK 2016 kwalificatie                        |                                             |
| 16                                          | 10 oktober 2014                             | Italië – Azerbeidzjan                       | 2 – 1                                       | EK 2016 kwalificatie                        |                                             |
| 17                                          | 16 november 2014                            | Italië – Kroatië                            | 1 – 1                                       | EK 2016 kwalificatie                        |                                             |
| 18                                          | 31 maart 2015                               | Italië – Engeland                           | 1 – 1                                       | Vriendschappelijk                           |                                             |
| 19                                          | 12 juni 2015                                | Kroatië – Italië                            | 1 – 1                                       | EK 2016 kwalificatie                        |                                             |
| 20                                          | 10 oktober 2015                             | Azerbeidzjan – Italië                       | 1 – 3                                       | EK 2016 kwalificatie                        |                                             |
| Als speler van Sampdoria                    |                                             |                                             |                                             |                                             |                                             |
| 21                                          | 29 maart 2016                               | Duitsland – Italië                          | 4 – 1                                       | Vriendschappelijk                           |                                             |

Bijgewerkt op 31 januari 2017.

## Erelijst
| Competitie       |        |                  |      |      |
| Competitie       | Aantal | Jaren            |      |      |
| Bari             | Bari   | Bari             | Bari | Bari |
| ---------------- | ------ | ---------------- | ---- | ---- |
| Kampioen Serie B | 1x     | 2008/09          |      |      |
| Internazionale   |        |                  |      |      |
| Serie A          | 1x     | 2020/21          |      |      |
| Coppa Italia     | 2x     | 2010/11, 2021/22 |      |      |
| Supercoppa       | 1x     | 2021             |      |      |